# Pallavolo Piacenza 2017-2018
Questa voce raccoglie le informazioni riguardanti la Pallavolo Piacenza nelle competizioni ufficiali della stagione 2017-2018.

## Stagione
Nella stagione 2017-18 la Pallavolo Piacenza assume la denominazione sponsorizzata di Wixo LPR Piacenza.
Partecipa per la sedicesima volta alla Superlega; chiude la regular season di campionato al settimo posto in classifica, qualificandosi per i play-off scudetto: viene eliminata ai quarti di finale dalla Lube. Accede quindi ai play-off 5º posto dove esce ai quarti di finale a seguito della serie persa contro il Milano.
In Coppa Italia è eliminata agli ottavi di finale dal Padova.

## Organigramma societario
Area direttiva
- Presidente: Guido Molinaroli
- Presidente onorario: Roberto Pighi
- Team manager: Alessandra Fantoni
- Direttore sportivo: Gabriele Cottarelli
- Segreteria amministrativa: Enrica Cò
- Logistica: Giovanni D'Ancona, Paolo Brocchieri

Area tecnica
- Allenatore: Alberto Giuliani
- Allenatore in seconda: Francesco Cadeddu
- Scout man: Roberto Di Maio
- Responsabile settore giovanile: Massimo Savi

Area comunicazione
- Ufficio stampa: Aldo Binaghi, Elisa Uccelli
- Relazioni esterne: Monica Uccelli
- Speaker: Nicola Gobbi
- Responsabile hospitality: Monica Uccelli

Area sanitaria
- Medico: Bernardo Palladini
- Preparatore atletico: Francesco Cadeddu
- Fisioterapista: Daniele Gualandri

## Rosa
| N° | Nome                 | Ruolo | Data di nascita   | Nazionalità sportiva |
| -- | -------------------- | ----- | ----------------- | -------------------- |
| 1  | Loris Manià          | L     | 27 gennaio 1979   | Italia               |
| 3  | Simone Parodi        | S     | 16 giugno 1986    | Italia               |
| 4  | Aimone Alletti       | C     | 28 giugno 1988    | Italia               |
| 6  | Ludovico Giuliani    | L     | 4 maggio 1998     | Italia               |
| 7  | Leonel Marshall      | S     | 25 settembre 1979 | Cuba                 |
| 8  | Gabriele Di Martino  | C     | 20 luglio 1997    | Italia               |
| 9  | Michele Baranowicz   | P     | 5 agosto 1989     | Italia               |
| 10 | Yvan Kody            | O     | 25 agosto 1991    | Camerun              |
| 12 | Viktor Josifov       | C     | 16 ottobre 1985   | Bulgaria             |
| 13 | Tamir Hershko        | S     | 19 luglio 1993    | Israele              |
| 14 | Alessandro Fei       | O     | 29 novembre 1978  | Italia               |
| 17 | Trévor Clévenot      | S     | 28 giugno 1994    | Francia              |
| 18 | Francesco Cottarelli | P     | 16 ottobre 1996   | Italia               |

## Mercato
| Acquisti | Acquisti           | Acquisti          | Acquisti   |
| R.       | Nome               | da                | Modalità   |
| -------- | ------------------ | ----------------- | ---------- |
| P        | Michele Baranowicz | BluVolley Verona  | definitivo |
| O        | Alessandro Fei     | Top Volley Latina | definitivo |
| L        | Ludovico Giuliani  | San Severino      | definitivo |
| S        | Tamir Hershko      | UC Irvine         | definitivo |
| O        | Yvan Kody          | Tricolore         | definitivo |

| Cessioni | Cessioni           | Cessioni  | Cessioni   |
| R.       | Nome               | a         | Modalità   |
| -------- | ------------------ | --------- | ---------- |
| O        | Fernando Hernández | Halkbank  | definitivo |
| P        | Raydel Hierrezuelo | Halkbank  | definitivo |
| S        | Samuele Papi       | -         | ritirato   |
| C        | Luca Tencati       | -         | ritirato   |
| O        | Giōrgos Tzioumakas | New Mater | definitivo |
| S        | Hristo Zlatanov    | -         | ritirato   |

## Risultati

### Superlega

#### Girone di andata
| 1ª giornata - 15 ottobre 2017 PalaDeAndré, Ravenna                       | Porto Robur Costa | 2 - 3 | Piacenza           | 25-22, 25-13, 16-25, 22-25, 15-17 |
| 2ª giornata - 22 ottobre 2017 PalaBanca, Piacenza                        | Piacenza          | 3 - 2 | Callipo            | 23-25, 25-20, 25-23, 24-26, 15-10 |
| 3ª giornata - 25 ottobre 2017 PalaBanca, Piacenza                        | Piacenza          | 0 - 3 | Sir Safety Perugia | 22-25, 24-26, 22-25               |
| 4ª giornata - 29 ottobre 2017 PalaPanini, Modena                         | Modena            | 3 - 0 | Piacenza           | 25-15, 25-19, 25-23               |
| 5ª giornata - 2 novembre 2017 PalaBianchini, Latina                      | Top Volley Latina | 2 - 3 | Piacenza           | 25-21, 25-20, 22-25, 19-25, 12-15 |
| 6ª giornata - 5 novembre 2017 PalaBanca, Piacenza                        | Piacenza          | 3 - 1 | Powervolley Milano | 25-23, 18-25, 27-25, 32-30        |
| 7ª giornata - 8 novembre 2017 PalaFlorio, Bari                           | New Mater         | 0 - 3 | Piacenza           | 20-25, 23-25, 22-25               |
| 8ª giornata - 19 novembre 2017 PalaBanca, Piacenza                       | Piacenza          | 1 - 3 | Padova             | 20-25, 24-26, 25-17, 20-25        |
| 9ª giornata - 26 novembre 2017 PalaBanca, Piacenza                       | Piacenza          | 0 - 3 | Trentino           | 10-25, 21-25, 20-25               |
| 10ª giornata - 3 dicembre 2017 Palasport "Città di Frosinone", Frosinone | Argos             | 1 - 3 | Piacenza           | 17-25, 21-25, 25-23, 23-25        |
| 11ª giornata - 10 dicembre 2017 PalaBanca, Piacenza                      | Piacenza          | 3 - 0 | Milano             | 25-23, 25-15, 25-18               |
| 12ª giornata - 16 novembre 2017 PalaCivitanova, Civitanova Marche        | Lube              | 3 - 2 | Piacenza           | 25-22, 18-25, 22-25, 25-18, 15-12 |
| 13ª giornata - 26 dicembre 2017 PalaBanca, Piacenza                      | Piacenza          | 2 - 3 | BluVolley Verona   | 25-22, 16-25, 21-25, 27-25, 8-15  |

#### Girone di ritorno
| 1ª giornata - 30 dicembre 2017 PalaBanca, Piacenza            | Piacenza           | 1 - 3 | Porto Robur Costa | 21-25, 18-25, 35-33, 24-26        |
| 2ª giornata - 4 gennaio 2018 PalaValentia, Vibo Valentia      | Callipo            | 1 - 3 | Piacenza          | 23-25, 25-23, 18-25, 19-25        |
| 3ª giornata - 7 gennaio 2018 PalaEvangelisti, Perugia         | Sir Safety Perugia | 3 - 1 | Piacenza          | 25-21, 19-25, 25-18, 25-19        |
| 4ª giornata - 10 gennaio 2018 PalaBanca, Piacenza             | Piacenza           | 3 - 2 | Modena            | 29-27, 17-25, 23-25, 25-23, 15-12 |
| 5ª giornata - 14 gennaio 2018 PalaBanca, Piacenza             | Piacenza           | 3 - 2 | Top Volley Latina | 18-25, 25-23, 24-26, 25-21, 15-12 |
| 6ª giornata - 20 gennaio 2018 PalaPiantanida, Busto Arsizio   | Powervolley Milano | 2 - 3 | Piacenza          | 25-23, 25-22, 20-25, 26-28, 11-15 |
| 7ª giornata - 4 febbraio 2018 PalaBanca, Piacenza             | Piacenza           | 3 - 0 | New Mater         | 25-14, 25-17, 25-17               |
| 8ª giornata - 7 febbraio 2018 PalaSanLazzaro, Padova          | Padova             | 0 - 3 | Piacenza          | 19-25, 19-25, 22-25               |
| 9ª giornata - 11 febbraio 2018 PalaTrento, Trento             | Trentino           | 3 - 0 | Piacenza          | 25-22, 25-19, 27-25               |
| 10ª giornata - 18 febbraio 2018 PalaBanca, Piacenza           | Piacenza           | 3 - 1 | Argos             | 25-12, 25-21, 21-25, 25-22        |
| 11ª giornata - 21 febbraio 2018 Palazzetto dello Sport, Monza | Milano             | 2 - 3 | Piacenza          | 25-21, 27-25, 21-25, 20-25, 8-15  |
| 12ª giornata - 25 febbraio 2018 PalaBanca, Piacenza           | Piacenza           | 2 - 3 | Lube              | 25-19, 26-28, 25-23, 19-25, 13-15 |
| 13ª giornata - 4 marzo 2018 PalaOlimpia, Verona               | BluVolley Verona   | 3 - 2 | Piacenza          | 22-25, 16-25, 31-29, 25-23, 15-13 |

#### Play-off scudetto
| Quarti di finale (gara 1) - 11 marzo 2018 PalaCivitanova, Civitanova Marche | Lube     | 3 - 0 | Piacenza | 25-21, 25-20, 25-14               |
| Quarti di finale (gara 2) - 18 marzo 2018 PalaBanca, Piacenza               | Piacenza | 2 - 3 | Lube     | 25-16, 11-25, 11-25, 25-22, 13-15 |

#### Play-off 5º posto
| Quarti di finale (andata) - 31 marzo 2018 Palazzetto dello Sport, Monza | Milano   | 3 - 1 | Piacenza | 25-17, 19-25, 25-23, 27-25       |
| Quarti di finale (ritorno) - 7 aprile 2018 PalaBanca, Piacenza          | Piacenza | 2 - 3 | Milano   | 25-15, 19-25, 21-25, 25-20, 7-15 |

### Coppa Italia
| Ottavi di finale - 12 ottobre 2017 PalaBanca, Piacenza | Piacenza | 1 - 3 | Padova | 25-23, 24-26, 24-26, 22-25 |

## Statistiche

### Statistiche di squadra
| Competizione | Punti | In casa | In casa | In casa | In trasferta | In trasferta | In trasferta | Totale | Totale | Totale |
| Competizione | Punti | G       | V       | P       | G            | V            | P            | G      | V      | P      |
| ------------ | ----- | ------- | ------- | ------- | ------------ | ------------ | ------------ | ------ | ------ | ------ |
| Superlega    | 42    | 15      | 7       | 8       | 15           | 8            | 7            | 30     | 15     | 15     |
| Coppa Italia | -     | 1       | 0       | 1       | 0            | 0            | 0            | 1      | 0      | 1      |
| Totale       | -     | 16      | 7       | 9       | 15           | 8            | 7            | 31     | 15     | 16     |

G = partite giocate; V = partite vinte; P = partite perse

### Statistiche dei giocatori
| Giocatore     | Superlega | Superlega | Superlega | Superlega | Superlega | Coppa Italia | Coppa Italia | Coppa Italia | Coppa Italia | Coppa Italia | Totale | Totale | Totale | Totale | Totale |
| Giocatore     | P         | PT        | AV        | MV        | BV        | P            | PT           | AV           | MV           | BV           | P      | PT     | AV     | MV     | BV     |
| ------------- | --------- | --------- | --------- | --------- | --------- | ------------ | ------------ | ------------ | ------------ | ------------ | ------ | ------ | ------ | ------ | ------ |
| A. Alletti    | 30        | 216       | 144       | 51        | 21        | 1            | 8            | 4            | 3            | 1            | 31     | 224    | 148    | 54     | 22     |
| M. Baranowicz | 30        | 90        | 31        | 22        | 37        | 1            | 0            | 0            | 0            | 0            | 31     | 90     | 31     | 22     | 37     |
| T. Clévenot   | 30        | 426       | 372       | 32        | 22        | 1            | 13           | 13           | 0            | 0            | 31     | 439    | 385    | 32     | 22     |
| F. Cottarelli | 29        | 6         | 0         | 0         | 6         | 1            | 0            | 0            | 0            | 0            | 30     | 6      | 0      | 0      | 6      |
| G. Di Martino | 9         | 19        | 9         | 6         | 4         | -            | -            | -            | -            | -            | 9      | 19     | 9      | 6      | 4      |
| A. Fei        | 28        | 448       | 385       | 37        | 26        | 1            | 19           | 17           | 1            | 1            | 29     | 467    | 402    | 38     | 27     |
| L. Giuliani   | 27        | 1         | 1         | 0         | 0         | 1            | 0            | 0            | 0            | 0            | 28     | 1      | 1      | 0      | 0      |
| T. Hershko    | 14        | 31        | 27        | 2         | 2         | 0            | 0            | 0            | 0            | 0            | 14     | 31     | 27     | 2      | 2      |
| V. Josifov    | 29        | 249       | 148       | 74        | 27        | 1            | 15           | 9            | 1            | 5            | 30     | 264    | 157    | 75     | 32     |
| Y. Kody       | 27        | 27        | 23        | 3         | 1         | 1            | 0            | 0            | 0            | 0            | 28     | 27     | 23     | 3      | 1      |
| L. Manià      | 28        | 0         | 0         | 0         | 0         | 1            | 0            | 0            | 0            | 0            | 29     | 0      | 0      | 0      | 0      |
| L. Marshall   | 21        | 188       | 146       | 37        | 5         | 1            | 11           | 9            | 1            | 1            | 22     | 199    | 155    | 38     | 6      |
| S. Parodi     | 27        | 246       | 215       | 21        | 10        | 0            | 0            | 0            | 0            | 0            | 27     | 246    | 215    | 21     | 10     |

P = presenze; PT = punti totali; AV = attacchi vincenti; MV = muri vincenti; BV = battute vincenti